# 木村真
木村 真（きむら まこと、1964年8月30日 - ）は、日本の政治家、市民活動家、労働運動家。豊中市議会議員（5期）。2017年2月8日、学校法人森友学園への国有地売却をめぐり、情報公開請求した当該国有地の売却額を非公表とした国の決定に対し大阪地裁に提訴。直後に記者会見を開き、森友学園問題追及の最初のきっかけをつくった。市民団体「森友学園問題を考える会」の中心メンバーとして集会や署名活動などを続けている。

## 来歴
大阪府箕面市出身。大阪府立箕面高等学校卒業。働きながら大阪外国語大学（現・大阪大学外国語学部）二部ロシア語科に通い、卒業。商社のモスクワ駐在員、自営業、よつ葉産地直送センター職員などを経て、「だれでも1人でも入れるユニオン」北大阪合同労働組合（豊中市）の執行委員に就任。労働運動に長く関わった。
豊中市は、同市野田町の国有地を含む一帯を公園として整備したいと考え、国に無償貸与を申し出た。順調に話は進むが、2006年3月、国は態度を一変させ、市に対し、2010年度までに買い取らなければ一般に売却する旨の通知を行った。
2007年4月22日に行われた豊中市議会議員選挙に木村は無所属で立候補し、初当選した。
財政難のため市は2010年3月10日、前述の土地につき、東側（9,492平方メートル）だけ購入した。購入額は14億2,386万3,000円（補助金：7億1,193万円、交付金：6億9,069万円）。実質的な市の負担は2,124万3,000円であった。購入した土地は整備され、2013年4月に野田中央公園として開園した。
2015年に西側の土地に工事の囲いができる。私立小学校建設の噂を耳にし、ほっとしたのも束の間、2016年春頃、小学校を建てるのは学校法人森友学園であることを知る。学園が運営する塚本幼稚園が園児に教育勅語を唱えさせ、運動会で「日の丸行進曲」などを歌わせていることはすでにメディアによって報じられていた。「私塾ならまだしも、学校教育法に基づく教育機関で、そんな憲法の理念に反するような教育は許されない。地元にそんな学校できたらたまらない」と思い、調査を進める。そして、安倍晋三首相の安倍昭恵が2015年9月5日に塚本幼稚園で講演した際、開校予定の「瑞穂の國記念小學院」の名誉校長に就任したことが分かった。木村が財務省近畿財務局に土地について電話で問い合わせると、統括国有財産管理官の池田靖は「定期借地権付きで貸しています」と答えた。「豊中市には『貸せない。買い取れ』と言っておきながら、なぜ森友学園には貸しているのか」。疑惑の念は強まり、賃料を尋ねるが、近畿財務局は「言えない」の一点張りであった。
2016年6月20日、近畿財務局は、森友学園との間で西側の国有地（8,770平方メートル）についての売買契約を締結した。売却金額は非公開とされた。
同年9月、木村は売買契約書の開示を求めて情報公開請求した。近畿財務局は「学園の権利、競争上の地位や正当な利益を害するおそれがある」として売却額や特約条項などを不開示とした。同年10月24日、木村は、当局によって売却額などが黒塗りにされた売買契約書を自身のブログに掲載した。10月末頃から、森友の疑惑について3万枚のビラを作って市内を中心に配った。11月末、過去に名刺交換したことがある記者にメールで情報提供をすると、朝日新聞と毎日新聞、NHK、共同通信の記者が木村を訪ねた。12月9日、ロイターが塚本幼稚園の教育方針について報道。「籠池泰典理事長は、安倍政権と関係が近いナショナリストの民間団体『日本会議』の大阪支部長である。（中略）来年には小学校も開校予定で、安倍首相夫人が名誉校長に就任するという」と記した。しかし売却された国有地に関して国内メディアが報道する気配がいっこうになかったため、木村は次の行動に移ることにした。

### 国有地売却額不開示をめぐり大阪地裁へ提訴
2017年2月8日、木村は、森友学園への国有地売却をめぐる情報公開請求に対し、国が売却額を非開示としたのは不当だとして、取り消しを求めて大阪地裁に提訴した。直後に司法記者クラブで開いた会見にはNHK記者の相澤冬樹がいた。相澤は政治性が高いとして「全国放送にすべきだ」と局に訴えるが、デスクは東京には送らず、その日の18時10分からの大阪発の報道番組「ニュースほっと関西」のみで報じられた。相澤が書いたニュース原稿も、デスクによって抑え気味に修正された。森友学園問題は翌2月9日の朝日新聞朝刊の報道で火が付くことになった。2月10日、同紙の報道を受け、財務省は一転して売却価格は1億3400万円であると公表した。売却価格が格安になった理由については「地下に大量のごみがあったため」と説明した。
同年3月10日、森友学園は、4月開校を目指していた小学校の設置認可申請を取り下げた。同年3月22日、木村と市民ら230人は、土地の売却を担当した財務省近畿財務局の職員を氏名不詳のまま背任容疑で大阪地検特別捜査部に告発した。
木村の呼びかけで集まり活動していた「瑞穂の國記念小学院問題を考える会」は、学園側が設置認可申請を取り下げたことから、同年4月に会の名称を「森友学園問題を考える会」（以下、「考える会」）に変更した。同年8月4日、「考える会」主催の集会が開催。木村、社民党党首の福島瑞穂、民進党の杉尾秀哉、日本共産党の宮本岳志、ノンフィクション作家の菅野完によるパネル討論が行われ、「安倍昭恵氏の国会証人喚問が必要」と訴えた。
同年8月4日、「不開示は適法」と争っていた国側は一転して、開示を決定。「訴えの利益が消滅した」として請求の棄却を求めた。木村は国の方針転換を受け、「当初、不開示とされたことで裁判を起こさざるを得なくなり精神的苦痛を受けた」として訴えを11万円の損害賠償請求に変更した。大阪地裁は8月16日付で変更を認めた。
2018年3月27日、元理財局長の佐川宣寿は衆参両院の予算委員会で証人喚問を受けるも、「刑事訴追の恐れがある」との理由により、40回以上にわたり証言を拒否した。その4日後の3月31日、「考える会」は豊中市立文化芸術センターで集会「森友問題から見えてきたもの～ゆがめられた政治と教育」を開催。「新聞うずみ火」代表の矢野宏の司会で前川喜平と寺脇研が対談した。木村も登壇し、「森友学園問題は政権中枢と松井維新府政がいびつな愛国主義教育をする学園に肩入れした事件だ」と述べ、安倍内閣は総辞職すべきだと訴えた。また、森山浩行、辻元清美、辰巳孝太郎、共産党府議の石川多枝らによる情勢報告も行われた。
2019年5月30日、木村が提起した損害賠償請求訴訟で、大阪地裁（松永栄治裁判長）は国に3万3千円の支払いを命じた。同年12月17日、大阪高裁（中本敏嗣裁判長）は売却額や特約条項の不開示を違法と判断。国に3万3千円の賠償を命じた一審・大阪地裁判決を変更し、全額の支払いを命じた。国は上告せず、木村の勝訴は2020年1月7日までに確定した。
2023年4月の市議選で5期目の当選を果たした。

## 著書
- 木村真、横田一、野中大樹、鈴木邦男、福島瑞穂 著、佐高信 編『徹底解剖―安倍友学園のアッキード事件』七つ森書館、2017年5月22日。ISBN 978-4822817756。